# Radnice v Poličce
Radnice v Poličce je památkově chráněný objekt na Palackého náměstí č.p. 2. Honosná barokní budova byla postavena v letech 1739-1744 pravděpodobně podle návrhu Františka Maxmiliána Kaňky na místě starší radnice ze 14. století. Radnice je výraznou dominantou městské památkové zóny a jako mimořádně hodnotný příklad sídla městské samosprávy má od roku 2008 statut národní kulturní památky. Od roku 1994 zde sídlí Městské muzeum a galerie.

## Historie

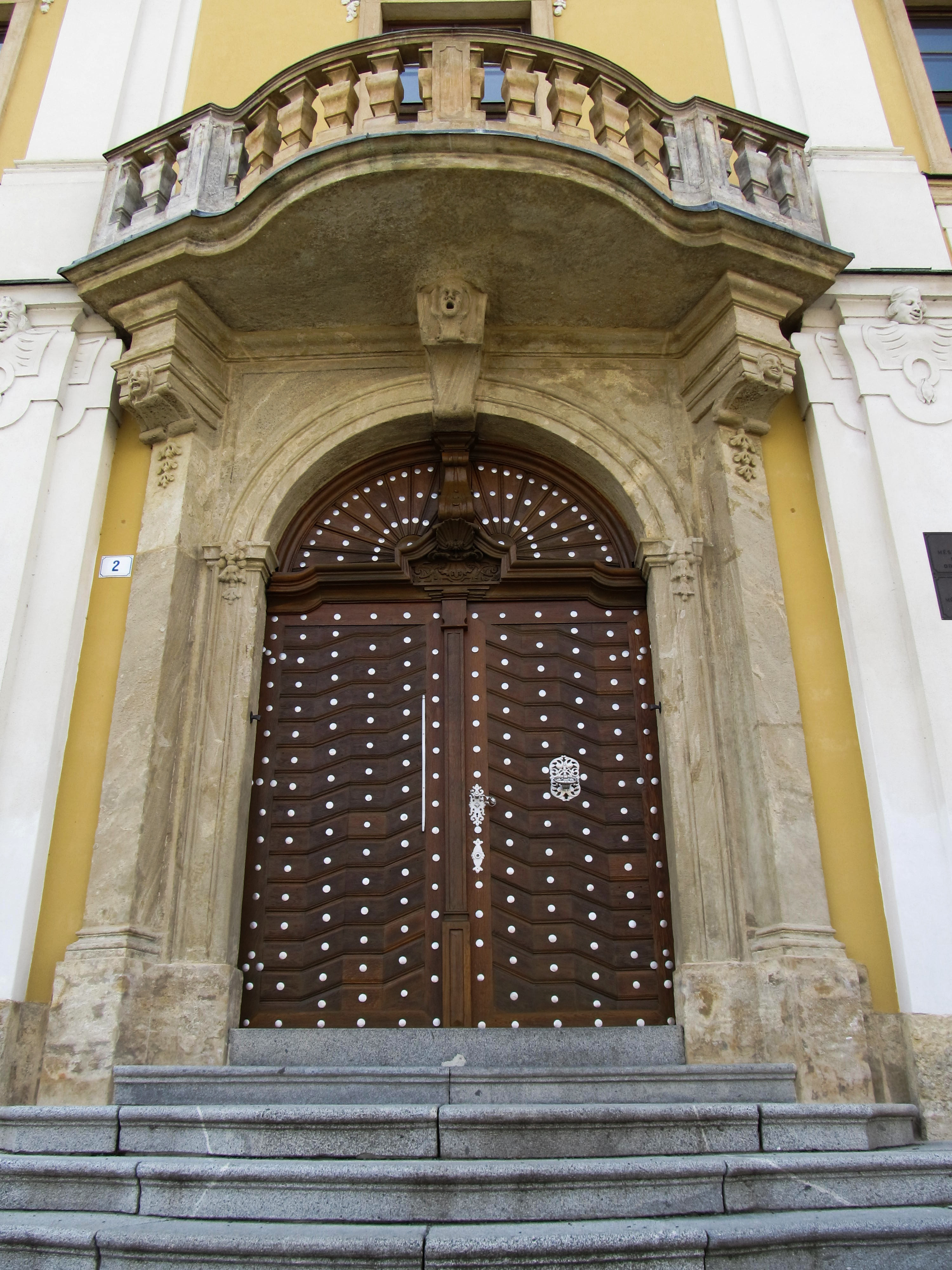
Vstup do radnice ve východním průčelí

Správa Poličky jako jednoho z věnných měst českých královen spadala původně do kompetencí úřadu podkomořího králové, kterého ve městě zastupoval rychtář. V době Lucemburků došlo k zesílení pozic městského stavu, který usiloval o větší nezávislost na královské moci. Úsilí měšťanů potvrdilo privilegium Karla IV. z roku 1360, v této době také vznikla původní budova radnice, z níž se dodnes dochovala gotická věž. Původní gotickou podobu zachytilo nejstarší vyobrazení města z první čtvrtiny 18. století. Ambiciózní projekt nové radnice z 18. století vycházel z faktu, že Polička patřila do souboru královských věnných měst a byla centrem tehdy prosperujícího panství. Povolení ke stavbě radnice vydal v roce 1731 podkomoří králové Leopold z Rottalu, budova byla postavena v letech 1739-1744. Přes absenci archivních dokladů se předpokládá, že autorem projektu byl František Maxmilián Kaňka. Z původní radnice zůstala zachována gotická věž, která byla novou budovou obestavěna. V roce 1845 byla radnice těžce poškozena požárem, který zasáhl celé město. Provizorní zastřešení radnice i věže z roku 1846 přetrvalo až do 20. století. Teprve v roce 1916 byla obnovena cibulovitá báň věže a až v roce 1942 došlo k obnově původní mansardové střechy celé budovy. Během druhé světové války bylo sídlo městské správy přemístěno do budovy na Palackého náměstí č.p. 160.
V roce 1958 byla radnice zapsána na seznam kulturních památek, v roce 2008 byla Ministerstvem kultury prohlášena národní kulturní památkou. Poslední významná rekonstrukce budovy proběhla v roce 1993. Statut národní kulturní památky se vztahuje i na sochařskou výzdobu na náměstí, jehož rekonstrukce proběhla v roce 2010, při této příležitosti byly objeveny základy původní gotické radnice. Radnice je sídlem Městského muzea a galerie, v přízemí je umístěna pobočka Komerční banky.

## Popis

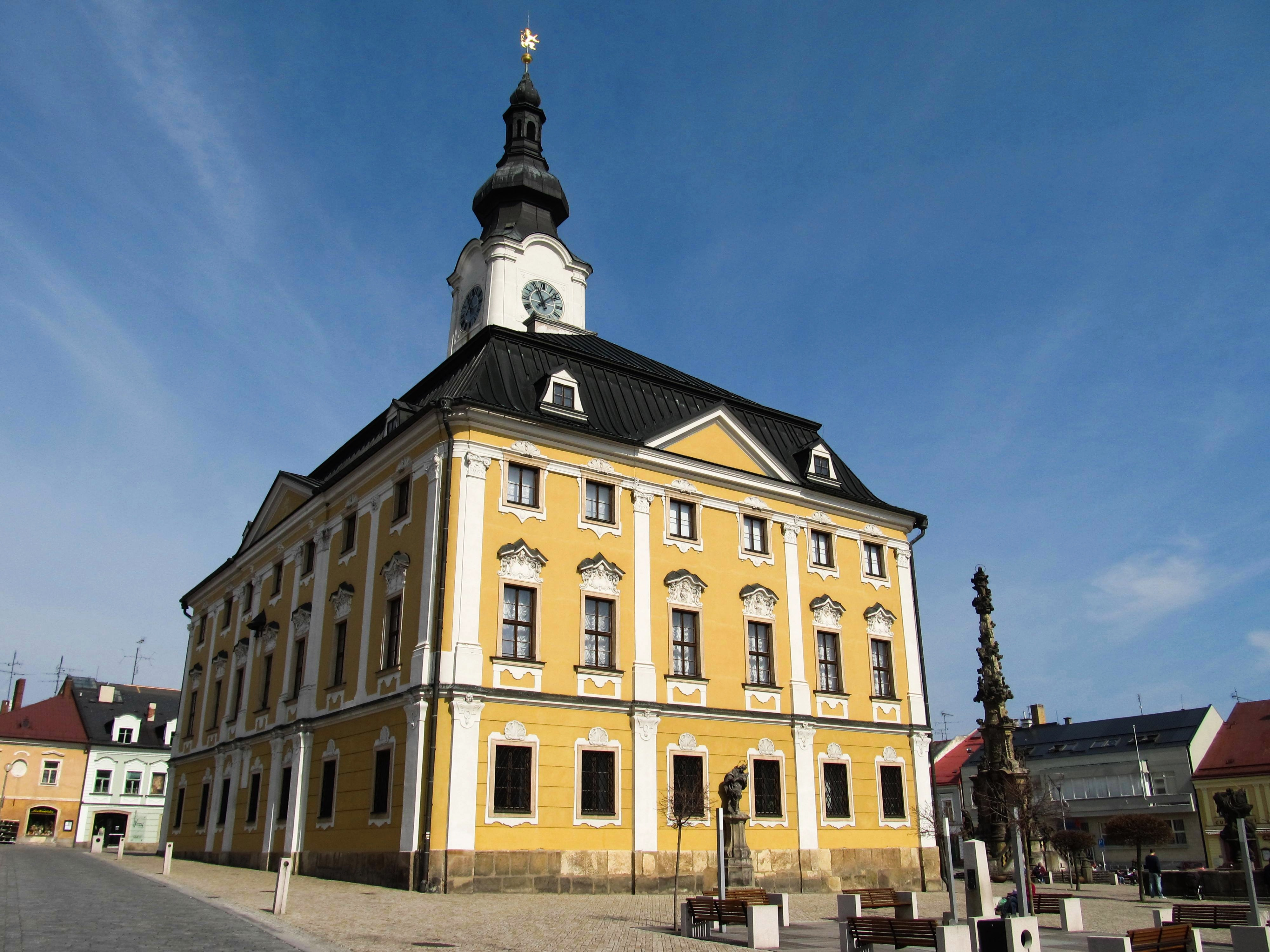
Pohled na radnici od jihozápadu

Radnice je dvoupatrová barokní budova palácového typu s věží umístěná jako samostatně stojící stavba uprostřed Palackého náměstí. Vzhledem k zasazení do prostoru náměstí v jeho západní části je dominující východní průčelí, odkud je do radnice také hlavní vstup s balkónem. Fasády jsou zdobeny bohatým barokním dekorem, nad okny v prvním patře jsou umístěny busty a masky, celkem jich je 61. Busta nad hlavním vstupem je pravděpodobně stylizovaným portrétem císařovny Alžběty Kristýny, která byla tehdy jako česká královna uživatelkou výnosu poličského panství. Všechny čtyři strany budovy jsou nad druhým patrem zakončeny trojúhelníkovým štítem, jen ve východním štítě se dodnes zachoval městský znak (původně byly znaky ve všech čtyřech štítech). Střed budovy zabírá původní gotická věž, která je dnes zakončena cibulovitou bání. Na jejím vrcholu byl v letech 1845-1919 umístěn rakouský lev. Od roku 1936 zdobí vrchol věže otočný český lev z pozlaceného měděného plechu (autorem návrhu byl pražský hradní architekt Karel Fiala).
V interiérech radnice je významným prvkem městská kaple umístěná v severozápadní části budovy. Kaple zasvěcená sv. Františku Xaverskému prostupuje dvě patra a má původní výzdobu z roku 1743, vysvěcena byla v roce 1751. Hlavní oltářní obraz Sv. František Xaverský křtí pohany je dílem místního malíře Ondřeje Andršta, autorem dřevořezby Kalvárie je sochař Jiří František Pacák.

## Literatura

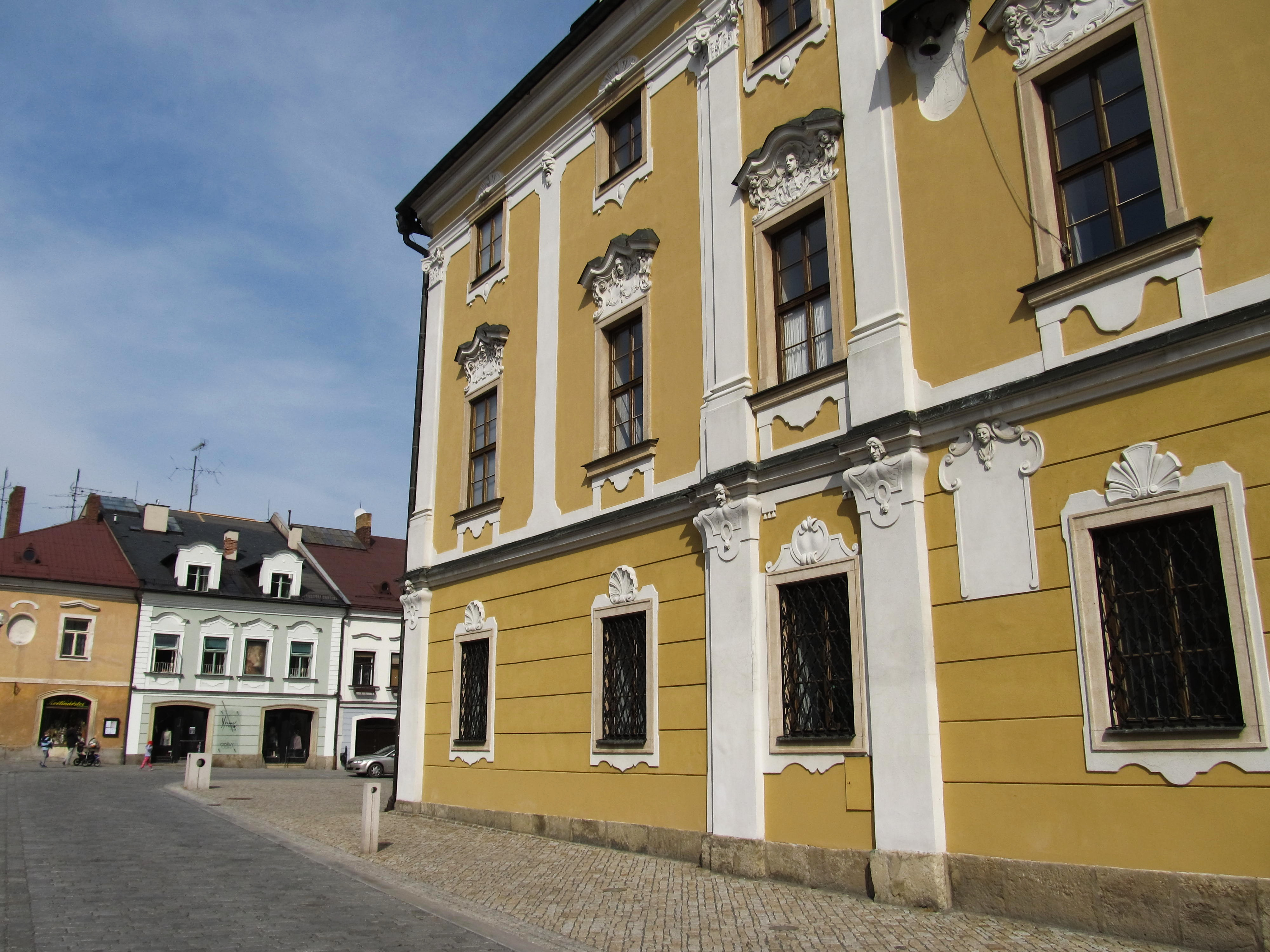
Západní průčelí radnice